# Comuna de Kocmyrzów-Luborzyca
Kocmyrzów-Luborzyca (polaco: Gmina Kocmyrzów-Luborzyca) é uma gminy (comuna) na Polónia, na voivodia de Pequena Polónia e no condado de Krakowski. A sede do condado é a cidade de Luborzyca.
De acordo com o censo de 2004, a comuna tem 13 046 habitantes, com uma densidade 158,1 hab/km².

## Área
Estende-se por uma área de 82,53 km², incluindo:
- área agricola: 87%
- área florestal: 5%

## Demografia
Dados de 30 de Junho 2004:
|                      | Total   | Total | Mulheres | Mulheres | Homens  | Homens |
| -------------------- | ------- | ----- | -------- | -------- | ------- | ------ |
|                      | pessoas | %     | pessoas  | %        | pessoas | %      |
| População            | 13 046  | 100   | 6668     | 51,1     | 6378    | 48,9   |
| Densidade (pop./km²) | 158,1   | 100   | 80,8     | 80,8     | 77,3    | 77,3   |

De acordo com dados de 2002, o rendimento médio per capita ascendia a 1039,63 zł.

## Subdivisões
- Baranówka, Czulice, Dojazdów, Głęboka, Goszcza, Goszyce, Karniów, Kocmyrzów, Krzysztoforzyce, Luborzyca, Łososkowice, Łuczyce, Maciejowice, Marszowice, Pietrzejowice, Prusy, Rawałowice, Sadowie, Skrzeszowice, Sulechów, Wiktorowice, Wilków, Wola Luborzycka, Wysiółek Luborzycki, Zastów.

## Comunas vizinhas
- Iwanowice, Koniusza, Kraków, Michałowice, Słomniki